# 萎蔫

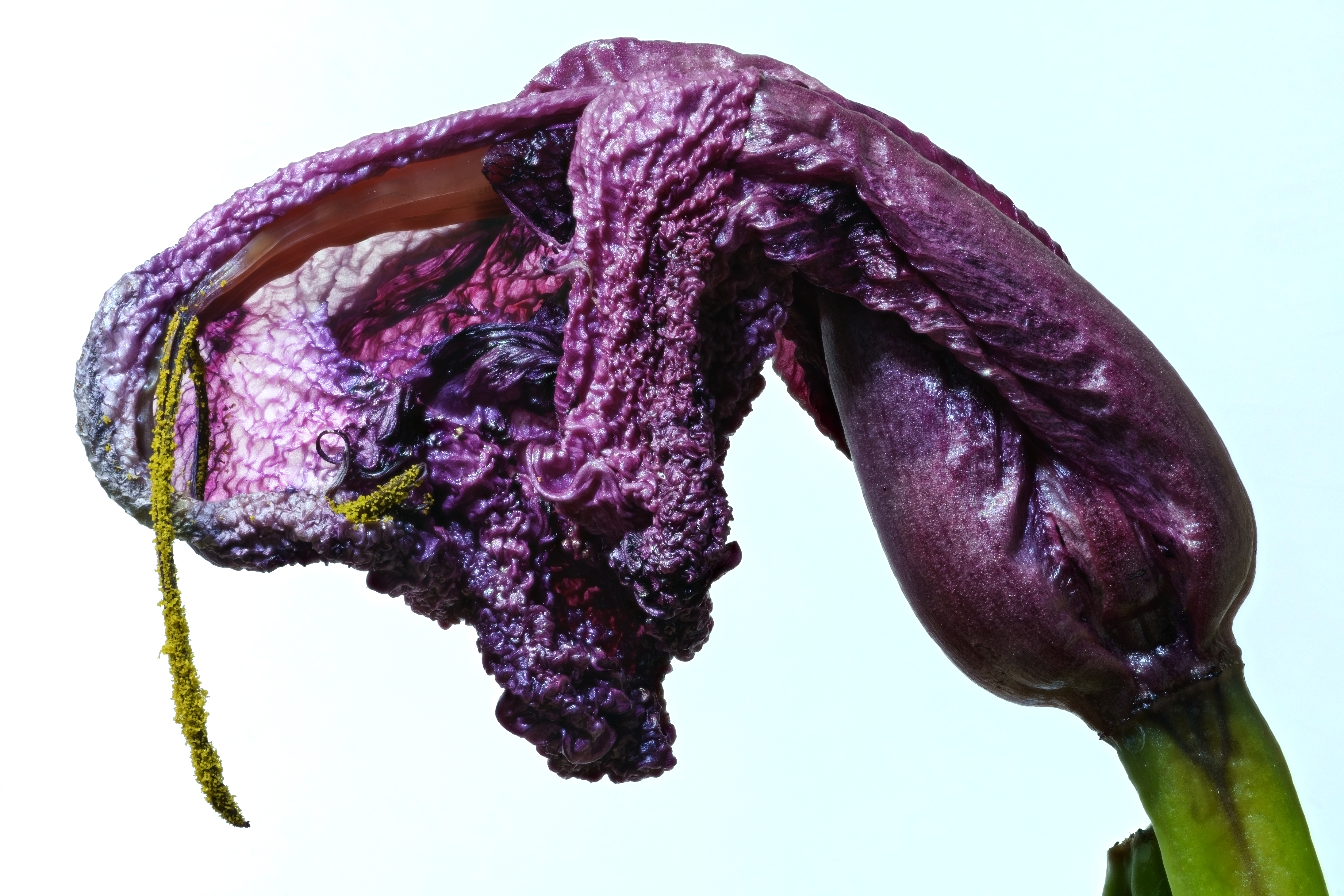
虎皮花凋萎的花

萎蔫，指植物缺乏水分后因膨壓降低，使非木质部分不能维持细胞刚性而丧失强度，此时植物幼嫩部位暂时发生叶片或嫩茎下垂、皱缩或卷曲的现象。凋萎通常是因土壤水分不足、人类将其挖掘后重新栽植，或者真菌、细菌或病毒等植物病原感染所致。
- 非病菌引起的萎蔫，是因根吸收的水量少于叶片蒸腾的水量，非木质化的细胞膨压下降甚至趋近零。这情况发生于：高温导致强烈的蒸腾作用、低温导致维管束无法正常運作、高盐度导致水从细胞流失，甚至土壤水过饱和导致根部无法获得足够的氧气。当根部水分充足或原因改善后，植株可恢复生机。若是水分极度不足且时间够久，则会超过永久凋萎点，而真正枯死。

- 病菌引起的萎蔫，原因则是其侵入木质部導管（英语：vessel element）后造成导管损伤、侵填体形成阻塞、毒性物质释放。

在萎蔫时，植物主要会通过膨压运动及脱落酸使气孔关闭，来达到节水的机制。萎蔫会使叶片暴露面积减少，有助于降低水分丧失的速度。萎蔫除了减少蒸腾作用，也抑制其生长能力，所以持续够久则发生永久枯萎进而全株枯死；木本植物若长期减少水分供应，会造成木质部的氣穴形成。